# Daktylowie

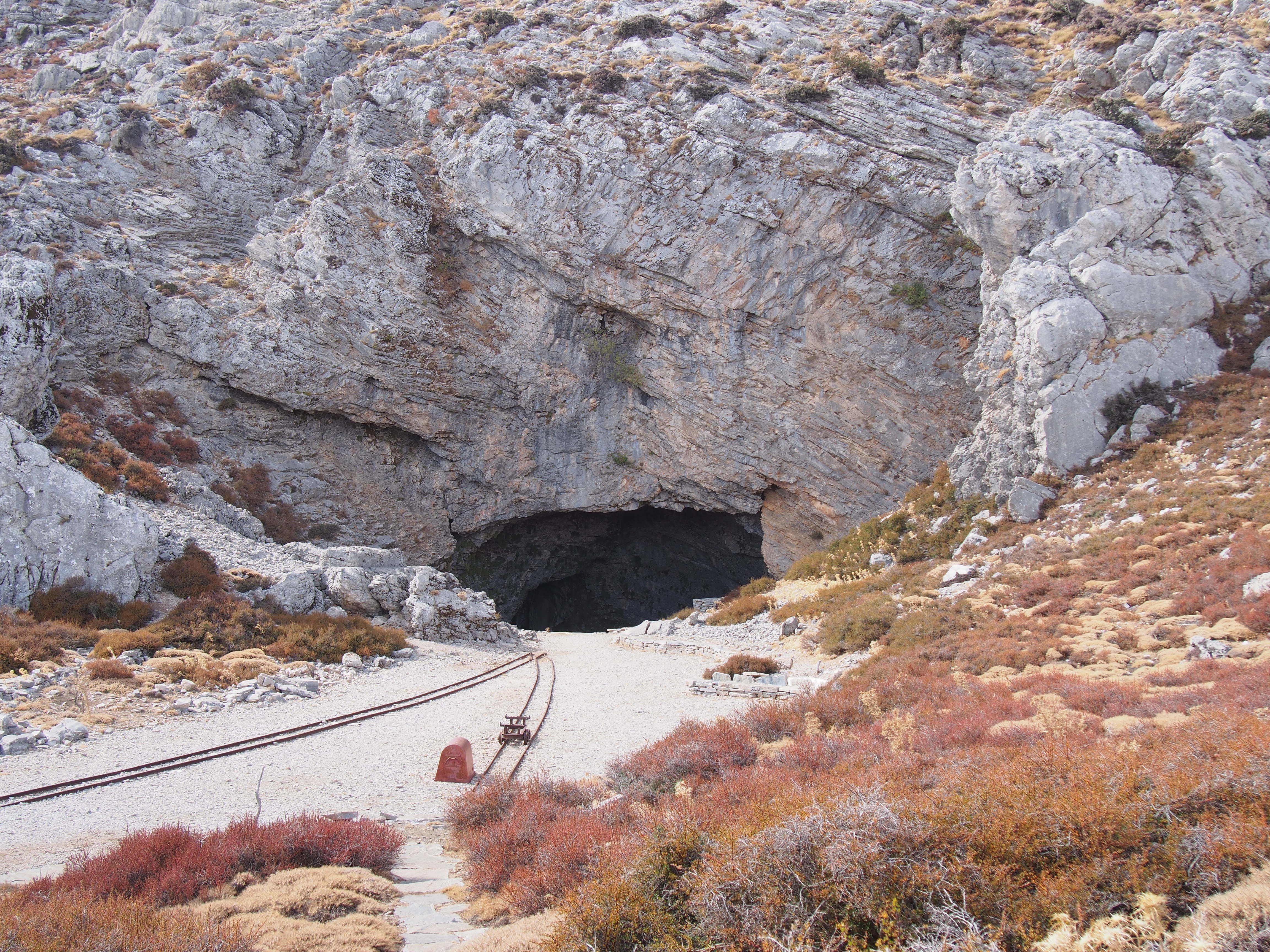
Wejście do tzw. groty Zeusa w masywie góry Ida na Krecie

Daktylowie, Daktyle (gr. Δάκτυλοι Dáktyloi – palce, łac. Dactyli) – w mitologii greckiej bóstwa opiekuńcze lub demony pochodzenia frygijskiego bądź kreteńskiego.

## Pochodzenie
W jednej z wersji mitu ich narodziny na górze Ida związane były z postacią Rei, która w cierpieniach podczas porodu Zeusa, z bólu wbiła palce w ziemię, równocześnie dając im życie – pięć osobników płci męskiej powstało z prawej ręki, a pięć płci żeńskiej – z lewej. W innej wersji mitu za matkę ich uznawano nimfę Anchiale, a jako miejsce narodzin wymieniano jaskinie w pobliżu Oaksos bądź też opierano na stwierdzeniu, że powstali z piasku rzucanego za siebie przez piastunkę Zeusa uciekającą przed Kronosem. Miano to tłumaczono również szczególną zręcznością w pracach ręcznych jako uzdolnionych rzemieślników.

## Postacie
Ich siedzibą, podobnie jak pokrewnych bóstw magiczno-opiekuńczych (korybantów i kuretów), była kreteńska góra Ida. Męscy Daktylowie, określani także jako „prawi Daktylowie”, o imionach: Herakles, Pajonios (Pajonajos), Epimedes, Jazjos (Jasos) i Akesidas (Idas), byli kowalami. Trzech najstarszych nazywano też Akmon, Damnameneus oraz Kelmis (podobno zamieniony w żelazo za obrażenie Rei). Ich siostry, o imionach okrytych tajemnicą, określane jako „lewi Daktylowie”, zajmowały się magią.

## Rola kultowa
Pierwotnie mogli mieć znaczenie falliczne. Łączono ich z kultem Kybele i wywodzono z Frygii lub Krety, a ich liczbę według różnych mitów określano od trzech do dziesięciorga, a nawet do stu. Ze względu na silny związek z magią przypisywano im nie tylko upowszechnienie, lecz i ustanowienie misteriów. Także urządzenie pierwszych igrzysk olimpijskich wymyślonych dla zabawienia małego Zeusa. Na innej górze Ida (w Troadzie) mieli też nauczyć muzyki trojańskiego Parysa. Natomiast z uwagi na związki z rzemiosłem przypisywano im odkrycie sposobu wytopu żelaza i jego obróbki.